# Björkekärrs kyrka
Björkekärrs kyrka är en kyrkobyggnad belägen på en kulle vid Stabbetorget i stadsdelen Björkekärr, Göteborgs kommun. Den tillhör Björkekärrs församling i Göteborgs stift och Svenska kyrkan. 

## Kyrkobyggnaden
Kyrkan ritades av arkitekt Johannes Olivegren efter att han vunnit en tävling ordnad av småkyrkorörelsen. Den invigdes på pingstdagen den 25 maj 1958 av biskop Bo Giertz.
Byggnaden är uppförd i mörkrött tegel och består av fyra delar: kyrksal, långhus och kor samt ett vidbyggt klocktorn med sakristia under. Byggnadsdelarna är sammanfogade i förskjutning till varandra och med olika höjder.  
Korets stora mosaikfönster från golv till tak, utgör både fasaddekor och invändig altartavla. Det är utfört av Ralph Bergholtz. Interiörens väggar och golv är klädda med tegel i skiftande nyanser, vilket ger ett levande intryck.

## Orgel
Till en början fanns en orgel som övertogs från Härlanda kyrka 1960. Den flyttades till Brännö kyrka 1987, då en ny orgel tillverad av Robert Gustavsson Orgelbyggeri sattes upp. Den är mekanisk och har elva stämmor fördelade på två manualer och pedal.

## Exteriörbilder

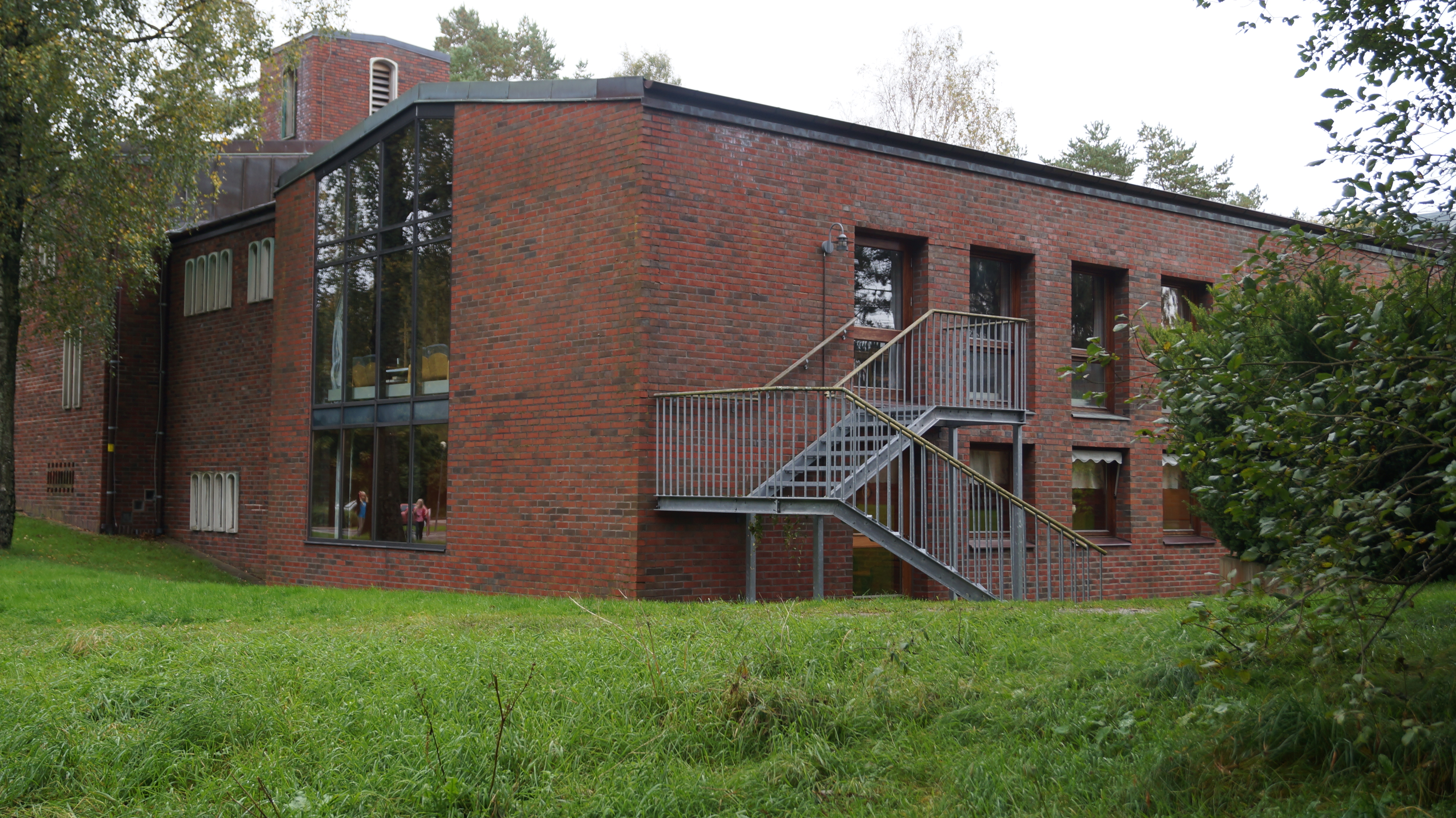